# Koroszczyn
Koroszczyn – wieś w Polsce, położona w województwie lubelskim, w powiecie bialskim, w gminie Terespol. Leży nad rzeką Czapelką, dopływem Krzny.
W latach 1975–1998 wieś administracyjnie należała do województwa bialskopodlaskiego.
Wieś jest sołectwem w gminie Terespol. Według Narodowego Spisu Powszechnego z roku 2011 wieś liczyła 594 mieszkańców i była drugą co do wielkości miejscowością gminy Terespol.

## Części wsi
| SIMC    | Nazwa      | Rodzaj                      |
| ------- | ---------- | --------------------------- |
| 0020706 | Koroszczyn | osada (zniesiona w 2023 r.) |

## Historia

### Od XV do XIX wieku
Od XV w. „Koroszczyno” stanowiło własność prywatną – pierwotnie znajdowało się w rękach Taluszkowiczów, właścicieli Dołhobród i Hanny. Na początku XVI w. było własnością Jacka i Michny Taluszkowiczów. Ich potomkowie sprzedali wieś Hryhorernu Stanisławowiczowi Ostikowi. Jego syn, również Hryhory, sprzedał w 1525 r. Koroszczyn Bohdanowi Lwowiczowi Bohowitynowi. Po nim odziedziczyła wieś córka Maryna, która przez małżeństwo z uciekinierem z Moskwy ks. Iwanem Szujskim, wniosła mu Koroszczyn do posagu.
Książę Piotr erygował tu w 1572 r. cerkiew prawosławną (od 1595 r. – unicką). W 1580 r. odnotowano zwołanie w Koroszczynie „kopy”, tj. sądu ludowego. W rękach Szujskich dobra koroszczyńskie (z folwarkami w Koroszczynie i Samowiczach) pozostawały do upadku I Rzeczypospolitej. Przez Koroszczyn prowadził wówczas „trakt warszawski” z Brześcia do stolicy państwa, pokonujący bagna Czapelki na odcinku Lechuty-Koroszczyn groblą koroszczyńską. Kolejnym właścicielem był Łopuski, a po jego śmierci – córka, która wyszła za mąż za bankiera Boćka z Krakowa. W 1836 r. odkupili od niego Koroszczyn Kuczyńscy.

### XX wiek

#### Początek XX wieku
Kuczyńscy pozostali właścicielami dóbr w Koroszczynie do 1944 r. Na początku XX w. dobra koroszczyńskie miały 1626 morgów powierzchni (według innych źródeł – 2168), a przed II wojną w rękach Leona Kuczyńskiego znajdowało się 238,5 ha użytków rolnych.
Wieś Koroszczyn miała na początku XX w. 112 domów i 850 mieszkańców, a przed II wojną – 806 mieszkańców w 92 gospodarstwach. Grunty wiejskie liczyły 1253 ha. Wieś od 1867 do 1954 r. należała do gminy Kobylany w pow. bialskim, potem do gromady Małaszewicze, a od 1973 r. wchodziła w skład miasta i gminy Terespol.
Przed II wojną we wsi działały: spółka wodna (wykonała do 1939 r. ok. 20 km nowych rowów melioracyjnych) i kółko rolnicze, wzniesiono wówczas nowy budynek szkolny.
Koroszczyn rozciąga się wzdłuż drogi Kobylany-Berezówka, na odcinku od pałacu do drogi celnej terminalu Koroszczyn. W latach 1911–1914, na zachód od wsi, na płaskim wierzchołku wzgórza, wśród młodych sośniaków, Rosjanie zbudowali wielki fort twierdzy brzeskiej, dziś jeden z lepiej zachowanych fortów w gminie Terespol. Ocalały potężne mury, szeroka fosa, tzw. „szyja” oraz podziemne korytarze z licznymi wejściami.
W latach trzydziestych XX wieku zbudowano nową szkołę. Przed I wojną Koroszczyn miał 4-klasową szkołę carską (rosyjską). W Polsce niepodległej urządzono szkołę 4-klasową, funkcjonującą w wynajmowanych chałupach. W nowo wzniesionej szkole obowiązki pedagogów objęło wielce zasłużone dla wsi małżeństwo Jana i Zofii Kuczyńskich.
Podczas okupacji hitlerowskiej szkoła podzieliła się na dwie placówki, z których jedna była ukraińska. Faworyzowana przez Niemców ludność ukraińska wszczynała konflikty narodowościowe. Przeniosły się one i na czasy powojenne, a ich efektem była utrata przez Koroszczyn charakteru wsi prawosławnej i ukraińskiej.
Podczas II wojny światowej zginęło we wsi 14 osób cywilnych. Między nimi był Leon Kuczyński, zamordowany przez Niemców w Oświęcimiu. Jego dwór zajęli na kwatery żołnierze niemieccy.

#### Czasy powojenne
Po wojnie dobra Kuczyńskiego znacjonalizowano i rozdzielono w części wśród miejscowych chłopów, a 120 ha przekazano początkowo do Państwowych Nieruchomości Ziemskich, po czym w 1949 r. utworzono PGR w Koroszczynie. Z czasem PGR zaczął się rozrastać, przejmując chłopskie ziemie zdawane za rentę, aż do powierzchni 5 tys. ha w latach osiemdziesiątych XX wieku. Energicznie – jak na PGR-y – zarządzany, wygrywał w latach 1973, 1975, 1979 i 1980 współzawodnictwo krajowe, stając się dla władz PRL przykładem „wyższości” uspołecznionego rolnictwa nad indywidualnym. Robotnikom rolnym stworzono doskonałe warunki pracy i życia, budując w osadzie PGR-owskiej bloki mieszkalne, przedszkole, sklep, urządzając stołówkę pracowniczą w pałacu itd. Jeszcze w 1988 r. PGR w Koroszczynie, jeden z 5 zakładów Kombinatu PGR Koroszczyn, miał w użytkowaniu 1479 ha.
Do 1947 r. Koroszczyn był wsią w większości prawosławną. W jej centrum, na tzw. górce, stała przez wieki cerkiew, pierwotnie unicka, od 1875 r. prawosławna. W 1915 r. spalili ją Kozacy, opuszczając Nadbuże przed wojskami niemieckimi. Ewakuowana przez Rosjan ludność prawosławna trafiła aż do Odessy i w większości powróciła do Koroszczyna dopiero po 1919 roku. Cerkwi nie odbudowano, więc prawosławni wierni co niedzielę chodzili na nabożeństwa do Brześcia. Na górce, zwanej „cerkwisko”, pozostał cmentarz na którym grzebano prawosławnych, duchownych i cześć rodziny Kuczyńskich. Zwykłych wiernych, tak prawosławnych, jak i katolików, grzebano na cmentarzu prawosławnym na zachód od wsi.
W 1944 r., część mieszkańców wsi wyjechała dobrowolnie do ZSRR. Potem, w maju 1947 r., wojsko otoczyło wieś. W ciągu kilku godzin wszyscy prawosławni znaleźli się w wagonach kolejowych na stacji w Małaszewiczach. Osiedlono ich pod Pasłękiem i Lidzbarkiem Warmińskim oraz w okolicach Łeby. Poukraińskie gospodarstwa objęli polscy przymusowy wysiedleńcy zza Buga.

#### Czasy współczesne

##### Likwidacja PGR-u
Po likwidacji PGR-ów zakład w Koroszczynie został przejęty w grudniu 1992 r. przez Agencję Własności Rolnej Skarbu Państwa. O przyszłości gospodarstwa i jego pracowników zadecydowała załoga organizując się w spółkę pracowniczą.
1 czerwca 1993 r. rozpoczęła działalność nowa firma – Gospodarstwo Rolne Koroszczyn Spółka z o.o. Udziałowcami spółki stało się 56 pracowników PGR. Gospodaruje ona na 860 ha. Wcześniej głównym kierunkiem produkcji była hodowla bydła, potem chów trzody chlewnej i produkcja roślinna. W 6 chlewniach hodowano jednorazowo 2500 tuczników. W 1999 r. ograniczono produkcję wyłączając z użytkowania 2 chlewnie. Zmniejsza się też zatrudnienie – obecnie w spółce pracuje 36 pracowników. Oprócz produkcji typowo rolniczej spółka zajmuje się też działalnością handlową – prowadzi własny sklep spożywczo-przemysłowy w osiedlu koroszczyńskim. Spółką kieruje dyrektor – Jan Krymski, związany z PGR Koroszczyn od 1980 r.
Pracownicy spółki oraz emeryci i renciści byłego PGR, mieszkający w 10 budynkach mieszkalnych wzniesionych jeszcze w latach „pegeerowskich”, uzyskali możliwość wykupienia od Agencji Własności Rolnej Skarbu Państwa swoich mieszkań. Skorzystało z tej szansy 106 lokatorów. Utworzyli oni następnie – w czerwcu 1994 r. – Spółdzielnię Mieszkaniową „Osiedle Koroszczyn”. AWRSP podarowała „na dobry początek” nowej spółdzielni kotłownię. W osiedlu spółdzielczym mieszka obecnie 400 osób.
Likwidacja PGR umożliwiła też powrót do Koroszczyna spadkobierczyni ostatniego właściciela pałacu, Teresie Bognie Kuczyńskiej, najmłodszej córce Leona, która 11 lipca 1997 roku objęła pałac wraz z parkiem o powierzchni 1,38 ha.
Koroszczyn jest dziś wsią zamieszkaną w większości przez ludność napływową. Tylko 13 rodzin ma koroszczyńskie korzenie. Wieś charakteryzuje się niekorzystną strukturą ludności: z rolnictwa utrzymuje się wyłącznie 7 rodzin, kilka osób pracuje w Małaszewiczach, pozostali żyją z rent i emerytur. Mieszka tu ok. 40 osób samotnych. Gmina Terespol zbudowała w Koroszczynie ujęcie wody dla całej gminy. W 1996 r. nazwa Koroszczyn pojawiła się na czołówkach gazet, po decyzji Rady Ministrów o budowie w tej miejscowości, na drodze Warszawa-Brześć, terminalu samochodowego, mającego zastąpić prowizoryczne przejście graniczne w Kukurykach. Po 2 latach budowy i prawie roku oczekiwania na decyzję władz terminal uruchomiono oficjalnie w październiku 1999 r.

## Zespół dworski

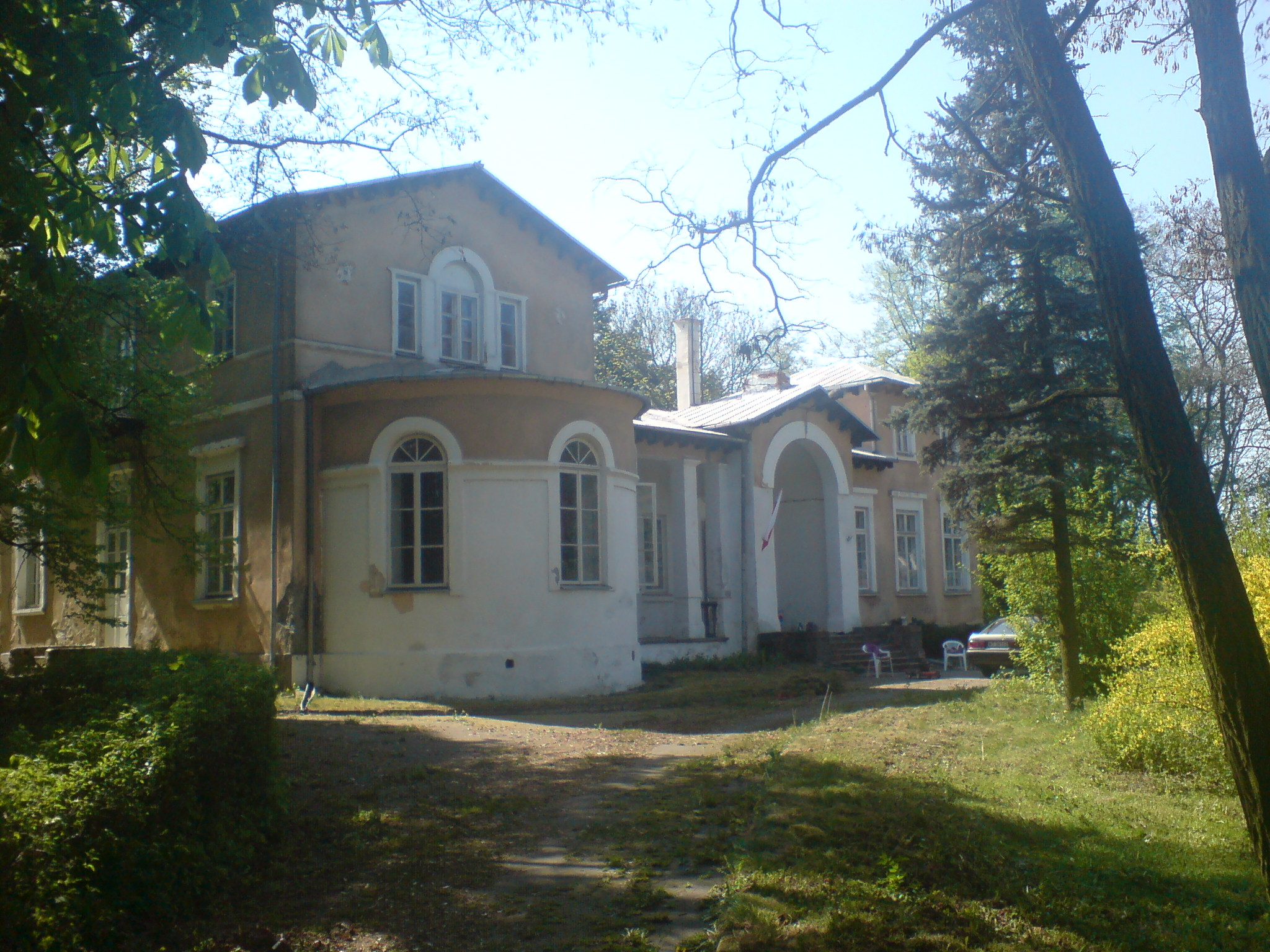
Dworek

W skład zespołu wchodzą: dwór murowany z połowy XIX w. (przebudowany po 1945) oraz rządcówka, budynek mieszkalny; cielętnik i lodownia – obiekty murowane z II połowy XIX w. oraz park krajobrazowy z XIX w. (niewielki, otaczający dwór i rządcówkę).
W 1822 r. gen. Ludwik Pac sprowadził do Polski włoskiego architekta Henryka Marconiego zlecając mu budowę (wspaniałego jak się po zakończeniu inwestycji okazało) pałacu rodowego w Dowspudzie koło Suwałk. Włoch pozostał w Polsce na stałe budując liczne świątynie i pałace, w tym pałac dla Franciszka Jerzego Kuczyńskiego – właściciela dóbr w Koroszczynie od 1836 r. W 1860 r. tak oto opisano budowę w „Dzienniku Politechnicznym”:

/.../należy do domów obywatelskich większego rozmiaru, tj. środkujących między dworem zwyczajnym a pałacem. Styl włoski odrodzenia, uwydatniony najbardziej w głównym froncie, utrzymany jest wszystkich stron.

I dalej:

Co do rozkładu, ten obok dogodności pod względem rozmiaru, oświetlenia, ogrzania i komunikacji pokoi, posiada przymiot nader ważny dla projektów przeznaczonych na wieś, to jest prostotę, która o wiele ułatwia wykonanie. Pokoje przeznaczone do ciągłego użytku familii pomieszczone są wszystkie na jednym poziomie, to jest na parterze, z tych część gospodarska jest zupełnie niezależna od pokoi przeznaczanych do przyjmowania gości, służba ma łatwą komunikację z pokojami, z dziedzińcem oraz z kuchnią i pralnią, pomieszczonymi w suterenach; piętro zaś może być dowolnie użyte stosownie do potrzeby. Co się tyczy konstrukcji, ta jest zupełnie prosta, tak co do roboty malarskiej, jak i ciesielskiej, a zaprojektowane w głównej części budowli, na parterze, wszystkie ściany murowane, bez żadnych ścian pruskich i forsztowań, zapewniają trwałość, którą powinny posiadać domy stawiane nie na spekulację, lecz dla użytku własnego i następnych pokoleń.

W czasie okupacji pałac wykorzystywali żołnierze niemieccy, a po nacjonalizacji 1944 r. stał się początkowo własnością Państwowych Nieruchomości Ziemskich, by w 1949 r. zostać siedzibą utworzonego w Koroszczynie PGR. Konserwator zabytków w 1975 r. napisał: „Zabytkowy dwór w Koroszczynie zachował w pełni pierwotne ukształtowanie elewacji, część autentycznych detali oraz najistotniejszy element – dawne, prawie nieskażone, rozplanowanie wnętrza”.
Po likwidacji PGR w 1992 r. dwór stał się obiektem Agencji Własności Rolnej Skarbu Państwa, od której w 1997 r. odkupiła go córka ostatniego właściciela Koroszczyna – Teresa Bogna Kuczyńska.

## Terminal Koroszczyn
Terminal Samochodowy Koroszczyn powstał według projektu prof. Wojciecha Bonenberga z Politechniki Poznańskiej, w odległości 4 km od przejścia granicznego w Kukurykach (granica z Białorusią) obsługującego ruch ciężarówek TIR. Przejście w Kukurykach stanowi zakończenie ciągu tranzytowego Świecko-Warszawa-Białoruś, na głównym szlaku komunikacyjnym Europy z Berlina przez Warszawę, Mińsk do Moskwy. W przyszłości Kukuryki zostaną połączone z siecią drogową Europy Zachodniej autostradą A-2. Terminal Samochodowy Koroszczyn stanowi – wraz z drogą celną – terytorium tego przejścia. Dzięki jego uruchomieniu przepustowość przejścia w Kukurykach wzrosła do 4000 samochodów dziennie (poprzednio ok. 1000 pojazdów).
Przejście graniczne w Kukurykach zbudowano w 1984 r. Początkowo miało odprawiać 150 TIR-ów dziennie. Ale w 1995 r. odprawiano tu już 1000 pojazdów w ciągu doby. Kolejki TIR-ów sięgały nawet 30 km. Warunki odprawy nie odpowiadały elementarnym wymaganiom. Stąd narodził się pomysł budowy nowoczesnego przejścia granicznego – Terminalu Samochodowego Koroszczyn. Budowa całego terminalu kosztowała 140 mln zł, w tym 111 mln zł wydatkował Skarb Państwa, a resztę wyłożyło Polskie Konsorcjum Gospodarcze S.A. (BPH, Elektrim, Exbud, Kopex, ConsEco, Mostostal Warszawa, Stalexport Skarb Państwa) założone w 1993 r. z myślą o budowie terminalu na wschodniej granicy.
Składa się on z dwóch części o łącznej powierzchni 46,46 ha:
1. Przejścia granicznego Koroszczyn – Kukuryki (część budżetowa). Terminal przeznaczony jest do dokonywania odpraw granicznych celnych, sanitarnych, weterynaryjnych i fitosanitarnych międzynarodowego transportu samochodowego. W tym celu wybudowano dwie płyty postojowe dla TIR-ów oczekujących na odprawę celną – wschodnią i zachodnią (mogące pomieścić jednorazowo 600 ciężarówek, wyposażone w infrastrukturę sanitarną służącą kierowcom) oraz budynek główny terminalu, w którym mieszczą się: Urząd Celny, służby fitosanitarne i weterynaryjne. Budynek ma salę odpraw celnych szczegółowych i przechowalnię zwierząt. Ponadto wzniesiono rampę rozładunkową z pochylniami, halę kontroli pojazdów, budynek odpraw weterynaryjnych wraz z rampą dla zwierząt, budynki kontroli wstępnej i kontroli końcowej pojazdów. Po odprawie celnej na terminalu TIR-y przejeżdżają do odległego o 4 km mostu granicznego na Bugu w Kukurykach drogą celną – ogrodzoną, oświetloną i odpowiednio zabezpieczoną w system monitorowania poruszających się nią pojazdów[12].
2. Części komercyjnej terminalu. Zarządzana przez inwestora – Polskie Konsorcjum Gospodarcze S.A., skupia obiekty obsługujące terminal i ruch graniczny. Uzbrojony teren o powierzchni 19 ha podzielono na działki przeznaczone pod budowę składów celnych, magazynów oraz obiektów handlowych, gastronomicznych i hoteli. Budynek wielofunkcyjny mieści: placówkę Banku Przemysłowo-Handlowego, agencje celno-spedycyjne, restauracje, pomieszczenia handlowo-usługowe i zaplecze – punkty pomocy medycznej, magazyny, sanitariaty.

Na terenie części komercyjnej terminalu CPN S.A. Oddział w Lublinie zbudowała największą w Polsce stację paliw, mogącą obsłużyć 400 TIR-ów w ciągu doby, a C. Hartwig Gdynia S.A. i C. Hartwig Warszawa S.A. – bazę spedycyjno-przeładunkową.

## Wyznania
Wierni Kościoła rzymskokatolickiego należą do parafii Świętej Trójcy w Terespolu.